# UKTV
Az UKTV egy angol kábel/műholdas csatornákat üzemeltető cég, amit a BBC Worldwide üzemeltet.
A csatornatársaságnak voltak/vannak társtulajdonosaik:
- ITV (1992-97)
- Virgin Media (1997-2011)
- Scripps Networks Interactive (2011-jelenleg)

## Csatornái
| Csatorna neve | Műfaj                    | Előző neve/csatorna | Indulás           | Első változatának indulása            | Timeshift csatornája | HD csatornája |
| ------------- | ------------------------ | ------------------- | ----------------- | ------------------------------------- | -------------------- | ------------- |
| Alibi         | Krimi és dráma sorozatok | UKTV Drama          | 2008. október 7.  | 1997. november 1. (UK Arena néven)    | Alibi 1              | Alibi HD      |
| Dave          | Férfi műsorok            | UKTV G2             | 2007. október 15. | 1998 október (UK Gold Classics néven) | Dave ja vu           | Dave HD       |
| Drama         | Dráma                    | Blighty             | 2013. július 8.   | 2004. március 8.                      | ismerettlen          | ismerettlen   |
| Eden          | Természetfilmek          | UKTV Docomentary    | 2009. január 26.  | 2004. március 8.                      | Eden +1              | Eden HD       |
| Gold          | Vígjátékok               | UKTV Gold           | 2008. október 7.  | 1992. november 1. (UK Gold néven)     | Gold +1              | (nincs)       |
| W             | Szórakozás               | (nincs)             | 2008. október 7.  | (nincs)                               | Watch +1             | Watch HD      |
| Yesterday     | Történelem               | UKTV History        | 2009. március 2.  | 2002. október 30. (UK History)        | Yesterday +1         | (nincs)       |

### Megszűnt csatornák
| Csatorna                              | Műfaj                         | Indulás napja     | Zárás napja          | Oka                                                                                                   |
| ------------------------------------- | ----------------------------- | ----------------- | -------------------- | --- |
| UK Arena                              | Művészet és kultúra           | 1997. november 1. | 2000. március 30.    | Alacsony nézettség, a helyére az UK Drama került (később Alibi néven)                                 |
| Play UK (korábban UK Play)            | Zene és komédia               | 1998. október 10. | 2002. szeptember 30. | A ITV Digital megszűnése miatt, helyére az UK History került (később Yesterday néven)                 |
| UK Gold 2 (korábban UK Gold Classics) | Férfi                         | 1998. október 10. | 2003. november 11.   | UKG2-re nevezték át (később UKTV G2-re majd Dave-ra nevezték át)                                      |
| UK Horizons                           | Dokumentumfilmek              | 1997. november 1. | 2004. március 7.     | kettéoszlatták UKTV People-ra (később Blighty-re nevezték át) és UKTV Documentary-ra (később Eden-re) |
| UKTV People +1                        | Timeshift szolgáltatás        | 2004. március 8.  | 2006. április 18.    | Az UKTV People +1 megszűnése miatt átnevezték UKTV Drama 1-ra, majd Alibi 1-re                        |
| UKTV Bright Ideas                     | Stílus, főzés és kertészet    | 2003. január 15.  | 2007. október 15.    | Alacsony nézettség miatt. Földfelszíni sávján az UKTV G2 futott. Majd mindegyiken a Dave              |
| UKTV Style 2                          | Timeshift szolgáltatás        | 2007. október 15. | 2008. október 6.     | Átnevezték Watch-ra                                                                                   |
| UKTV Gardens                          | Kertészet                     | 2005. február 23. | 2009. május 18.      | Átnevezték Really-ra                                                                                  |
| Good Food                             | Ételek                        |                   |                      | |
| HOME                                  |                               |                   |                      | |
| Really                                |                               |                   |                      | |
| Blighty                               | Anglia és brit témájú műsorok | 2009. február 15. | 2013. július 7.      | Átnevezték Drama-ra                                                                                   |

## Fordítás
- Ez a szócikk részben vagy egészben  az   UKTV című angol Wikipédia-szócikk fordításán alapul.  Az eredeti cikk szerkesztőit annak laptörténete sorolja fel. Ez a jelzés csupán a megfogalmazás eredetét és a szerzői jogokat jelzi, nem szolgál a cikkben szereplő információk forrásmegjelöléseként.